# Владислав II Изгнаник
Владислав II Изгнаник (на полски: Władysław II Wygnaniec) от династията на Пястите е княз на Полша през XII век.